# Caryophyllia berteriana
Caryophyllia berteriana is een rifkoralensoort uit de familie Caryophylliidae. De wetenschappelijke naam van de soort is voor het eerst geldig gepubliceerd in 1850 door Édouard Placide Duchassaing de Fontbressin.